# 椎名豪
椎名豪（1974年5月16日—），日本神奈川人，作曲家和編曲家，曾所屬於萬代南夢宮娛樂公司，曾負責《遺跡傳奇》、《噬神者》、《熱情傳奇》等電子遊戲的音樂，也曾負責《京騷戲畫》、《詛咒屋姐妹》等動畫的音樂製作。

## 生平
椎名生于日本横滨，父母在儿时教他电风琴演奏。尽管他在成为作曲家前没有专职音乐的打算，但也曾参加過一个麦加帝斯翻唱乐队，并也演奏过日本流行乐。椎名就读于独协初级中学。他被46家公司拒绝后——包括珠宝公司、财政公司、快餐公司——进入了南梦宫（今万代南梦宫娱乐）；在进入公司前他基本没有电子游戏经验。椎名称，用南梦宫的制轨器为街机创作音乐，感觉更像是电脑编程而非作曲，不过这也为将来使用MIDI音源积累了经验。一些职员认为他给初代《钻地先生》谱写的曲目不适合益智游戏，最后差点没有用于最终成品。
椎名首个独立项目是《钻地先生G》。他大量应用现场乐器，并有惊人程度的创作自由，这确立了他之后作品的舞台。后来钻地先生的配乐都由椎名一人完成。广获好评的《遺跡傳奇》配乐应是其最知名的作品。起初他打算遵循系列配乐人樱庭统的步伐，但明白《遗迹》的意象和故事有别于系列其他作品后，他决定走自己的音乐风格。
2017年9月29日，椎名從萬代南夢宮工作室離職後成為自由身。

## 乐风
他的原声曲风跨度广泛，包括爵士、管弦、融合爵士和摇滚，并常在一曲中融合多种音乐流派。椎名在许多歌曲中使用了现场弦乐、低音贝司、音频滤波器效果和人工语言。他自称只要有动机，就能以任何流派作曲，他还称“我在写歌时，花费的时间取决于我知道歌手的真声与否。流派不是问题…”椎名认为组曲有两类，“一些曲目可以独立作为乐曲，另一些只有在游戏中听到才有效果”，他制作专辑时常修改或舍弃某些歌曲。当在谱写声乐或器乐曲目时，他会高唱某些部分。此外椎名表示他喜欢听滨崎步的作品。
椎名称对于《噬神者》，创造性的原声以促使他创造音乐。他翻看各国不同的乐器，并在配乐中融入日本传统乐、非洲节奏和印度锡塔琴。他还为乐队创作弦乐。

## 音乐作品
| 电子游戏 | 电子游戏                     | 电子游戏                             | 电子游戏 |
| 年份     | 作品                         | 职务                                 | 合作者   |
| -------- | ---------------------------- | ------------------------------------ | -------- |
| 1998     | Quick & Crash                | 作曲                                 |          |
| 1999     | 皇牌空战3 电子领域           | 作曲                                 | 多人     |
| 1999     | 钻地先生（街机）             | 作曲                                 | 辰田朋子 |
| 2001     | 风之克罗诺亚2                | 作曲                                 | 多人     |
| 2001     | 钻地先生G                    | 作曲                                 |          |
| 2002     | 钻地先生 钻地乐园            | 作曲                                 |          |
| 2002     | 太鼓之達人                   | 作曲/编曲                            | 多人     |
| 2005     | 偶像大师                     | 作曲                                 | 多人     |
| 2005     | 遺跡傳奇                     | 作曲/编曲                            |          |
| 2005     | 鐵拳5：闇黑復甦              | 作曲/编曲                            | 多人     |
| 2006     | 世界傳奇 光明神話            | 作曲                                 | 多人     |
| 2006     | Pro Baseball Nechu Star 2006 | 作曲（片头曲）                       |          |
| 2007     | 传说迷传说Vol.2              | 作曲（片头/片尾曲）                  |          |
| 2007     | 铁拳6                        | 作曲                                 | 多人     |
| 2007     | 今天是魔王! 起始之旅         | 作曲                                 | 多人     |
| 2008     | 钻地先生Online               | 作曲                                 |          |
| 2008     | 战争的回响                   | 编曲                                 | 多人     |
| 2009     | 世界傳奇 光明神話2           | 作曲/编曲                            | 多人     |
| 2009     | 对战传说                     | 作曲/编曲                            | 多人     |
| 2010     | 噬神者                       | 作曲                                 |          |
| 2010     | 皇牌空战X2 联合攻击          | 作曲/编曲                            | 多人     |
| 2010     | 噬神者 爆裂                  | 作曲                                 |          |
| 2011     | 世界傳奇 光明神話3           | 作曲                                 | 多人     |
| 2012     | 皇牌空战 突击地平线 遗产     | 作曲                                 | 多人     |
| 2013     | 噬神者2                      | 作曲/编曲                            |          |
| 2015     | 噬神者2 狂怒爆裂             | 作曲/编曲                            |          |
| 2015     | 熱情傳奇                     | 作曲/编曲                            | 樱庭统   |
| 2017     | 镜光传奇                     | 作曲                                 |          |
| 2017     | 铁拳7：Fated Retribution     | 作曲                                 |          |
| 2017     | 偶像大师 星光舞台            | 作曲（「Blooming Star」）            |          |
| 2019     | 噬血代碼                     | 作曲                                 |          |
| 2020     | VARIOUS DAYLIFE              | 作曲                                 | 岩田賢治 |
| 2020     | 明日方舟                     | 作曲（怒号光明 PV 「Tower Fierce」） |          |
| 2021     | 9-nine-                      | 主题歌作曲（「Infinite Line」）      |          |
| 2022     | Harvestella                  | 作曲                                 |          |
| 动画     |                              |                                      |          |
| 年份     | 作品                         | 职务                                 | 合作者   |
| 2011     | 偶像大師                     | 作曲                                 | 多人     |
| 2011     | 樱之温度                     | 作曲                                 |          |
| 2012     | 鱼                           | 作曲                                 |          |
| 2012     | 京骚戏画                     | 作曲                                 |          |
| 2013     | 小魔女姐妹悠悠和妮妮         | 作曲                                 |          |
| 2014     | 热情传说 ～导师的黎明～      | 作曲                                 |          |
| 2016     | 噬神者                       | 作曲                                 |          |
| 2017     | 十二大戰                     | 作曲                                 |          |
| 2018     | 卫宫家今天的饭               | 作曲                                 |          |
| 2019     | 鬼滅之刃                     | 作曲                                 | 梶浦由記 |
| 2022     | 永遠的831                    | 作曲                                 |          |
| 2023     | 家裡蹲吸血姬的鬱悶           | 作曲                                 |          |

## 外部連結
- 官方网站 （日語）
- 椎名豪的X（前Twitter）